# 七海マキ
七海 マキ（ななみ マキ、1990年10月24日 - ）は、日本のパチスロタレント、イベントコンパニオン、グラビアアイドル。千葉県出身。

## 人物
T160・B89・W60・H85
趣味は犬と遊ぶこと、スロット、特技は片付けながらの料理、性格は人懐っこい。

## 作品

### DVD
- 『Le Premier 〜はじめての一歩〜』（2016年12月23日、Freshness）
- 『秘蜜の時間…』（2017年6月23日、Concept）[2]

### 写真集
- 『はじめての…』（2017年9月19日、MBO）
- 『転調』（2017年10月6日、MBO）
- 『挑発』（2017年11月10日、MBO）